# مارك مكنيل
مارك مكنيل هو لاعب هوكي الجليد كندي، ولد في 22 فبراير 1993 في إدمونتون في كندا.

## وصلات خارجية
- مارك مكنيل على موقع دوري الهوكي الوطني (الإنجليزية)
- مارك مكنيل على موقع EliteProspects.com (الإنجليزية)
- مارك مكنيل على موقع HockeyDB.com (الإنجليزية)
- مارك مكنيل على موقع Hockey-Reference.com (الإنجليزية)